# Tiitu Takalo
Tiitu Takalo, född 1976 som Vilja Takalo, är en finländsk serieskapare, illustratör och bildkonstnär. Hon har producerat serier i albumform sedan 2004, varav två seriealbum översatts till svenska. Hennes serier är oftaste berättade ur ett feministiskt eller alternativt perspektiv, inklusive Minä, Mikko ja Annikki för vilken hon 2015 fick motta Serie-Finlandia-priset.
Tiitu Takalo är bosatt i Tammerfors, en stad som synts i flera av hennes verk.

## Biografi

### Bakgrund
Takalo, som föddes 1976 som Vilja Takalo, tog examen i konst vid Tammerfors universitet. Hon började bli synlig i den finländska seriebranschen 2000, då hon deltog i den nordiska teckningstävlingen till Kemi seriefestival.

### Tidiga publikationer
Takalos första publikationer kom år 2000, utgivna via det egna förlaget Hyeena kustannus ('Hyena förlag'). Där har både egna produktioner och sådana av andra finländska serieskapare (bland annat Johanna Lonka) synts. Åtta nummer av antologifanzinet Irtoparta ('lösskägg') gavs ut mellan 2001 och 2002. År 2007 publicerades det egna fanzinet Nurin på förlaget.
2004 kom Takalos första utgåva på förlaget Suuri Kurpitsa – Tyhmä tyttö. Den samlade olika serier tecknade mellan åren 1999 och 2004 och ursprungligen utgivna i olika fanzin. Två år senare kom Josefiina leipoo, först publicerad som följetong i dagstidningen Ilta-Sanomat efter ett manus av Pauli Kallio. Den berättar historien om den självcentrerade, kattlika titelpersonen och hennes relation med en mer ordinär man.
I mitten av 00-talet började Takalos serier spridas i stora medier. 2005–2008 publicerades hennes serie Netta i dagstidningen Aamulehtis veckobilaga Valo, och den finländska sektionen av Amnesty International tryckte 2005–2007 en Takalo-serie omkring kvinnovåld. 2006 började hon också medverka regelbundet i den feministiska tidningen Tulva.

### Feminism i serieform
2007 års Kehä kretsade kring kvinnlig boxning och problematiken med en boxningsmatch där motståndaren är en person man inte vill slå (på). Takalo har själv tränat boxning men aldrig tävlat i sporten. Den 60 sidor långa historien i svart-vitt gavs året efter ut i översättning till svenska under titeln Ringen och 2015 på spanska (i Mexiko) under titeln El ring.

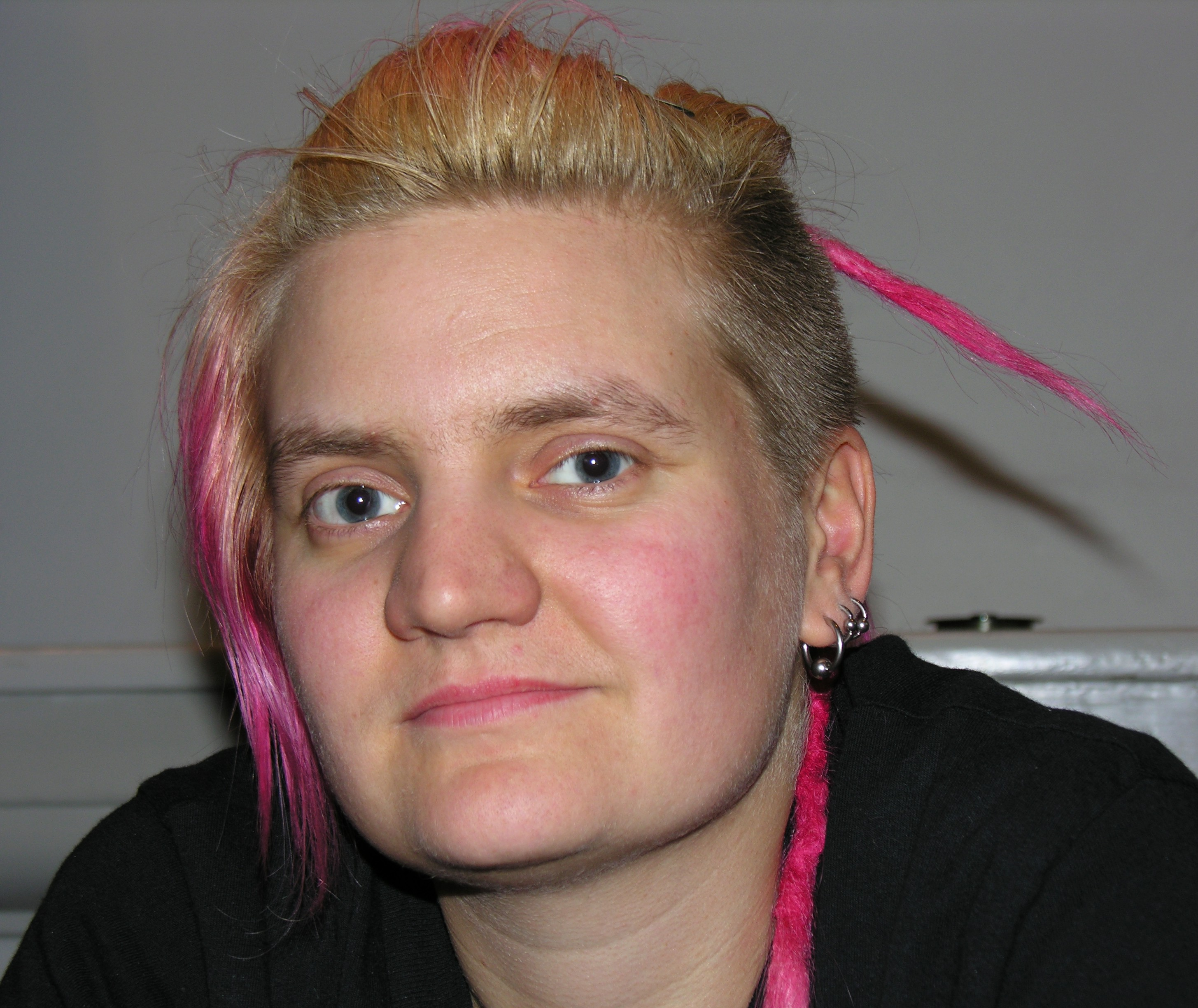
Tiitu Takalo på 2008 års upplaga av Helsingfors seriefestival.

Takalo har även fortsättningsvis i första hand fått sina album utgivna hos Suuri Kurpitsa. I antologin Jää (2008) samlades 13 serienoveller med teman som brädspelet Star of Africa, generalstrejk, liftning, baksmälla och skor med kardborreknäppning; det övergripande temat var dock relationer och feminism. 2009 års Tuuli ja myrsky fortsatte det feministiska grundtemat med en berättelse som inspirerades av en dagstidningsartikel av Mari Kamaja med titeln "Näin minut raiskattiin'" ('hur jag blev våldtagen'). Albumet kom 2010 i svensk översättning som Slåss som en tjej.

### Tema Tammerfors
2011 gav Tammerfors museum ut Ottopoikia ja tyoläistyttöjä. Den gavs parallellt ut i en engelskspråkig utgåva med titeln Foster Sons and Cotton Girls. Boken är en samling av nio serienoveller (manuset är Pauli Kallio) med den 230 år gamla staden Tammerfors som gemensamt tema. Den illustrerar också Tammerfors utveckling från by till storstad; titelns fostersöner syftar på järnindustrin och bomullsflickor på den industriella revolutionen.
I Minä, Mikko ja Annikki från 2014 fortsattes Tammerfors-temat. Den 248 sidor långa serieromanen kretsar kring ett stort trähus i Tammerfors, de boende och olika renoveringar av huset (senare benämnt Annikki). Boken är en kärlekshistoria med självbiografiska inslag och kopplingar till alternativkulturen.

### Andra aktiviteter
Tiitu Takalo arbetar också som illustratör. Hon har bland annat gjort illustrationer för festivalaffischer, bok- och tidningsomslag samt skivomslag. Hon har även verkat som lärare i serieskapande vid Limingo konstskola.

## Stil och mottagande
Tiitu Takalo definierar sig själv som feminist (ibland noterat som anarkofeminist), och hennes serieberättelser behandlar livet som kvinna, flickor, relationer, aktivism och alternativa livsstilar.
Takalo har fått erkännande som en av Finlands skickligaste och framträdande serienamn ur senare generationer. Hon nominerades tre gånger till Serie-Finlandia-priset, innan hon 2015 slutligen fick ta emot priset, för Minä, Mikko ja Annikki. Dessutom har hon mottagit staden Tammerfors guldmedalj. I januari 2017 fick Tiitu Takalu motta Kalle Träskalle-hatten.
Takalos album har översatts till svenska (av Optimal Press) och spanska. Hennes serier har också synts i serieantologier både i hemlandet Finland, i Sverige (Galago och Allt för konsten 7) och i Portugal, samt utöver detta översatts till polska, engelska, ryska, nederländska, franska och ungerska. I hemlandet har hennes serier publicerats i ett antal större tidningar, inklusive Aamulehti, Helsingin Sanomat och Ilta-Sanomat.